# Arrondissement ecclésiastique unitarien de Târnava
L'Arrondissement ecclésiastique unitarien de Târnava (en hongrois : Küküllői Unitárius Egyházkör) est une circonscription territoriale de l'Église unitarienne hongroise (Magyar Unitárius Egyház) et compte en son sein 13 communes ecclésiastiques unitariennes du Județ de Mureș.